# Шестаковське сільське поселення (Слободський район)
Шестако́вське сільське поселення (рос. Шестаковское сельское поселение) — адміністративна одиниця у складі Слободського району Кіровської області Росії. Адміністративний центр поселення — село Шестаково.

## Історія
Станом на 2002 рік на території сучасного поселення існували такі адміністративні одиниці:
- Лекомський сільський округ (село Лекма, присілки Біла Гора, Бочелягіно, Бутирки, Верстаковщина, Ілюшинці, Красносельє, Лопарі, Лубенті, Мітінці, М'яконьки, Попляхи, Рябіни, Селіверстовці, Солдаткінці, Тороповщина, Чирки, Чорна Гора, Чорнопеньє)
- Шестаковський сільського округу (село Шестаково, селище Летський рейд, присілки Абросимовці, Бережани, Залісьє, Калінінська, Клюкіно, Князеви, Коковіно, Колодкіни, Кописи, Куліга, Лутошкіно, Марковці, Мішкіни, Петровці, Пиреги, Піскуни, Пронінці, Пушкарі, Савинці, Сидори, Татауровці, Тітіхінці, Фарішонки, Чижі)

Поселення було утворене згідно із законом Кіровської області від 7 грудня 2004 року № 284-ЗО у рамках муніципальної реформи шляхом перетворення Лекомського та Шестаковського сільських округів. 2009 року Лекомське сільське поселення було включено до складу Шестаковського.

## Населення
Населення поселення становить 1655 осіб (2017; 1656 у 2016, 1690 у 2015, 1759 у 2014, 1807 у 2013, 1856 у 2012, 1884 у 2010, 2216 у 2002).

## Склад
До складу поселення входять 41 населений пункт:
| Населений пункт         | Населення, осіб (2002) | Населення, осіб (2010) |
| ----------------------- | ---------------------- | ---------------------- |
| Абросимовці, присілок   | 0                      | 1                      |
| Бережани, присілок      | 0                      | 0                      |
| Біла Гора, присілок     | 52                     | 50                     |
| Бочелягіно, присілок    | 0                      | 0                      |
| Бутирки, присілок       | 0                      | -                      |
| Верстаковщина, присілок | 0                      | 0                      |
| Залісьє, присілок       | 102                    | 94                     |
| Ілюшинці, присілок      | 1                      | 0                      |
| Калінінська, присілок   | 1                      | 1                      |
| Клюкіно, присілок       | 2                      | 4                      |
| Князеви, присілок       | 2                      | 1                      |
| Коковіно, присілок      | 0                      | 1                      |
| Колодкіни, присілок     | 9                      | 10                     |
| Кописи, присілок        | 0                      | 0                      |
| Красносельє, присілок   | 0                      | -                      |
| Куліга, присілок        | 16                     | 9                      |
| Лекма, село             | 327                    | 341                    |
| Летський рейд, селище   | 273                    | 185                    |
| Лопарі, присілок        | 27                     | 19                     |
| Лубенті, присілок       | 0                      | -                      |
| Лутошкіно, присілок     | 1                      | 0                      |
| Марковці, присілок      | 0                      | -                      |
| Мітінці, присілок       | 11                     | 7                      |
| Мішкіни, присілок       | 3                      | 1                      |
| М'яконьки, присілок     | 49                     | 23                     |
| Петровці, присілок      | 9                      | 9                      |
| Пиреги, присілок        | 2                      | 2                      |
| Піскуни, присілок       | 0                      | 0                      |
| Попляхи, присілок       | 1                      | 0                      |
| Пронінці, присілок      | 4                      | 6                      |
| Пушкарі, присілок       | 26                     | 13                     |
| Рябіни, присілок        | 0                      | 0                      |
| Савінці, присілок       | 0                      | 0                      |
| Селіверстовці, присілок | 0                      | 0                      |
| Сидори, присілок        | 0                      | 0                      |
| Солдаткінці, присілок   | 5                      | 4                      |
| Татауровці, присілок    | 0                      | 0                      |
| Тітіхінці, присілок     | 9                      | 1                      |
| Тороповщина, присілок   | 28                     | 22                     |
| Фарішонки, присілок     | 116                    | 122                    |
| Чижі, присілок          | 3                      | 4                      |
| Чирки, присілок         | 8                      | 7                      |
| Чорна Гора, присілок    | 34                     | 23                     |
| Чорнопеньє, присілок    | 8                      | 0                      |
| Шестаково, село         | 1087                   | 924                    |